# Zwaartekrachtanomalie
De zwaartekrachtanomalie of gravitatieanomalie is het lokale verschil tussen de gemeten valversnelling en de theoretische normale waarde.

## Doel van metingen van de zwaartekrachtanomalie
Door meting van anomalieën van de zwaartekracht verkrijgt men informatie over de massaopbouw in het inwendige van de aarde; deze informatie kan worden gebruikt voor geofysisch onderzoek.
Een andere toepassing is het bepalen van de hoogte van de geoïde (het gemiddeld zeeniveau) boven de referentie-ellipsoïde. Een model van de geoïde is nodig om hoogtes boven zeeniveau uit gps-metingen te kunnen berekenen. In Nederland is voor dit doel in de periode 1990–1994 op bijna 8000 locaties de zwaartekracht gemeten door de toenmalige Meetkundige Dienst van Rijkswaterstaat.
Afwijkingen in de zwaartekracht kunnen ook gebruikt worden voor het opsporen van delfstoffen; boven ondergronds aardgas en olie is de zwaartekracht lager. In Nederland is in de jaren vijftig de zwaartekracht gedetailleerd gemeten door de Bataafse Petroleum Maatschappij, de voorloper van Shell.
Door metingen van de zwaartekracht te herhalen kan de verandering van de anomalie bepaald worden. Hieruit kan de absolute bodembeweging berekend worden, in tegenstelling met waterpassen waaruit alleen de relatieve hoogteverandering (ten opzichte van zeeniveau) volgt. Door zwaartekrachtsmetingen op deze manier te gebruiken kan men onderscheid maken tussen bodemdaling en zeespiegelstijging.

## Berekening van de anomalie
De zwaartekrachtanomalie is het verschil tussen de werkelijke valversnelling op zeeniveau en de normale waarde. Omdat de valversnelling afhankelijk is van de hoogte waarop gemeten wordt, moet er gecorrigeerd worden voor de meethoogte.
Zwaartekrachtanomalieën worden meestal uitgedrukt in de eenheid milligal (symbool mGal), gelijk aan 10−5 m/s2.

### Normale valversnelling
De valversnelling varieert met de breedtegraad doordat de aarde om haar as draait en iets afgeplat is. Hierdoor is de valversnelling op de polen ongeveer 0,5 procent groter dan op de evenaar. De formule voor de normale zwaartekracht houdt rekening met deze variatie en geeft de valversnelling op het oppervlak van een referentie-ellipsoïde als functie van de breedtegraad. Voor de veelgebruikte WGS84-ellipsoïde is de normale valversnelling {\displaystyle \gamma } gegeven door
{\displaystyle \gamma =9{,}7803253359{\frac {1+0{,}00193185265241\,\sin ^{2}\varphi }{\sqrt {1-0{,}00669437999014\,\sin ^{2}\varphi }}}\quad {\text{m/s}}^{2}}
met {\displaystyle \phi } de breedtegraad. De normale valversnelling voor de GRS80-ellipsoïde is hier vrijwel gelijk aan; het verschil tussen de normale valversnelling in GRS80 en WGS84 is minder dan 0,15 mGal (1,5 · 10−6 m/s2).

### Vrijeluchtcorrectie
De zwaartekracht neemt af met toenemende hoogte boven zeeniveau door de grotere afstand tot de aarde. De precieze grootte van de afname is afhankelijk van de hoogte en de plaats op aarde. Voor veel praktische toepassingen is echter de standaardafname van 0,3086 milligal per meter nauwkeurig genoeg. Deze waarde voor de afname houdt geen rekening met de massa (bijvoorbeeld van gesteente) tussen zeeniveau en de meetpositie; verondersteld wordt dat zich daar alleen lucht bevindt. Daarom wordt de correctie voor deze afname de vrijeluchtcorrectie genoemd. De zwaartekrachtanomalie die met de vrijeluchtcorrectie wordt bepaald heet de vrijeluchtanomalie.
De vrijeluchtanomalie {\displaystyle \Delta g_{\text{VL}}} wordt berekend volgens
{\displaystyle \Delta g_{\text{VL}}=g-\gamma +(0{,}3086\ {\text{mGal/m}})\cdot h}
met {\displaystyle g} de gemeten valversnelling, {\displaystyle \gamma } de normale valversnelling en {\displaystyle h} de meethoogte boven zeeniveau (preciezer: de hoogte boven de geoïde).

### Correctie van Bouguer
Naast de vrijeluchtcorrectie kan er ook worden gecorrigeerd voor de extra massa van gesteente tussen zeeniveau en de meetpositie op het aardoppervlak. Deze massa zorgt voor een extra aantrekkingskracht en dus een hogere valversnelling. Voor de correctie van Bouguer wordt de massa tussen zeeniveau en het aardoppervlak benaderd als een vlakke plaat met constante dichtheid en een theoretische valversnellingsbijdrage van {\displaystyle 2\pi G\rho h}, met {\displaystyle G} de gravitatieconstante, {\displaystyle \rho } de dichtheid van het gesteente en {\displaystyle h} de dikte van de plaat. De standaardwaarde voor {\displaystyle \rho } is 2670 kg/m3.
De berekening van de anomalie van Bouguer {\displaystyle \Delta g_{\text{B}}} combineert de vrijeluchtcorrectie en de correctie van Bouguer en is gegeven door
{\displaystyle \Delta g_{\text{B}}=g-\gamma +(0{,}3086\ {\text{mGal/m}})\cdot h-2\pi G\rho h,}
oftewel, met de standaardwaarde {\displaystyle \rho } = 2670 kg/m3,
{\displaystyle \Delta g_{\text{B}}=g-\gamma +(0{,}1967\ {\text{mGal/m}})\cdot h.}

## Zwaartekrachtanomalieën in Nederland

anomalie van Bouguer van de zwaartekracht in Nederland

In Nederland liggen de zwaartekrachtanomalieën van Bouguer tussen −32 en +12 milligal.
De sterkste negatieve anomalie bevindt zich in Noord-Brabant en Limburg en loopt in noordwest-zuidoostrichting. Deze anomalie wordt veroorzaakt door de Centrale Slenk, waar oudere gesteentelagen diep zijn weggezakt tussen twee afschuivingsbreuken. Het lichtere sediment dat de oude gesteenten bedekt zorgt voor een 'tekort' aan zwaartekracht. Een tweede gebied met grote negatieve anomalieën bevindt zich in het noordoosten van Nederland, waar steenzoutafzettingen voorkomen in de ondergrond. De relatief lage dichtheid van de steenzoutlagen veroorzaakt een lager dan normale zwaartekracht.
In Twente en de Achterhoek ligt een gebied met een positieve anomalie doordat gesteenten uit het Trias hier op geringe diepte liggen. Net als in Groningen komen hier ook steenzoutlagen voor, maar deze zijn niet dik genoeg om een negatieve anomalie te veroorzaken. Het tweede grote gebied met positieve anomalieën in Zeeland is een gevolg van het ondergrondse Brabants Massief. De kleine positieve anomalie in de Waddenzee wordt veroorzaakt door de Zuidwalvulkaan, een 160 miljoen jaar oude vulkaan in rust die zich meer dan twee kilometer onder het aardoppervlak bevindt.

## Zwaartekrachtanomalieën wereldwijd

Vrijeluchtanomalie van de zwaartekracht

Wereldwijd liggen de vrijeluchtanomalieën tussen –386 en +966 milligal.
Grote zwaartekrachtanomalieën komen voor bij subductiezones bij troggen, zoals de Marianentrog en de Tongatrog, waar een oceanische plaat onder een andere plaat schuift. Langs troggen is er een dubbele anomalie aanwezig: een strook negatieve anomalieën langs een strook positieve. De negatieve anomalie wordt hier veroorzaakt doordat de oceanische plaat omlaag beweegt; het water en de lichtere sedimenten die het gat opvullen zorgen voor een tekort aan zwaartekracht. De positieve anomalie is een gevolg van de zware oceanische plaat onder een strook met bergen en vulkanen. De gordel van negatieve anomalieën langs een trog wordt een gordel van Meinesz of gordel van Vening Meinesz genoemd, naar de Nederlandse ontdekker Vening Meinesz.
Verder zijn er anomalieën bij de Mid-Atlantische Rug en het Tibetaans Hoogland.